# Laos (Schiff, 1897)
Die Laos (I) war ein 1897 in Dienst gestelltes Passagierschiff der französischen Reederei Messageries Maritimes für den Linienverkehr nach Südamerika und nach Fernost. Seit 1903 trug das Schiff den Namen Amazone, unter dem es noch bis 1932 im Einsatz stand. Im selben Jahr ging die Amazone zum Abbruch nach La Seyne-sur-Mer.

## Geschichte
Die Laos entstand unter der Baunummer 74 in der Werft von Chantiers Navals de La Ciotat in La Ciotat und lief am 8. November 1896 vom Stapel. Nach der Ablieferung an Messageries Maritimes im Juli 1897 nahm sie den Liniendienst von Marseille nach Saigon, Hongkong, Shanghai und Yokohama auf. Ihre jüngeren Schwesterschiffe waren die Indus und Tonkin (beide 1898) sowie die Annam (1899).
1903 wurde die Laos in Amazone umbenannt und fortan auf der Strecke von Bordeaux nach La Plata eingesetzt. Nach Einstellung dieser Linie im Jahr 1912 wechselte sie jedoch wieder in den Fernost-Dienst. Während des Ersten Weltkriegs diente die Amazone als Hilfsschiff, überstand den Krieg aber unbeschadet. Der einzige Vorfall während dieser Zeit war ein Cholera-Ausbruch an Bord im März 1916, durch den alle an Bord reisenden Passagiere und Soldaten das Schiff vorzeitig in Saigon verlassen mussten.
1921 kam es in Colombo an Bord der Amazone zu einer Meuterei, die erst durch das Eingreifen der örtlichen Polizei beendet werden konnte. 1923 wurden ihre kohlebefeuerten Kessel durch ölbefeuerte Kessel ersetzt. 1932 beendete das Schiff seine Dienstzeit nach 35 Jahren und traf im Februar desselben Jahres zum Abbruch in La Seyne-sur-Mer ein. Die erst neun Jahre alten Kessel fanden auf der Sphinx neue Verwendung.